# Gernot Grabher
Gernot Grabher (* 13. April 1960 in Dornbirn) ist ein österreichischer Wirtschaftsgeograph. Seit 2009 ist er Professor für Stadt- und Regionalökonomie an der HafenCity Universität Hamburg.

## Leben
Gernot Grabher studierte Raumplanung und Raumordnung an der TU Wien; 1987 promovierte er dort über Restrukturierungsprozesse in alten Industrieregionen. Von 1986 bis 1995 arbeitete Grabher am Wissenschaftszentrum Berlin für Sozialforschung (WZB), Abteilung Organisation und Beschäftigung. Nach Stationen als Lecturer bzw. Reader in Economic Geography am King’s College London wurde Grabher 1997 Professor für Lokal- und Regionalpolitik an der Universität Konstanz. Es folgte 1998 die Professur für Wirtschaftsgeographie an der Universität Bonn. Seit April 2009 ist Gernot Grabher Professor für Stadt- und Regionalökonomie an der HafenCity Universität Hamburg. Hier unterrichtet er im Studiengang Stadtplanung. Gastprofessuren hatte Gernot Grabher unter anderem an der Columbia University New York, dem Santa Fe Institute, der Cornell University und an der Copenhagen Business School inne. Von 2007 bis 2011 war Grabher Herausgeber der Zeitschrift Economic Geography.

## Forschung
Gernot Grabhers Werk setzt sich aus einer netzwerkanalytischen Perspektive mit unterschiedlichen Aspekten des Wandels hin zur Wissensökonomie auseinander. So untersuchte Grabher die Rolle von Unternehmensnetzwerken im Strukturwandel von Regionen, das Aufkommen von Projekten als Organisationsform in der Kreativwirtschaft sowie ihre Einbettung in regionale und organisationale Netzwerke. In jüngerer Zeit beschäftigt sich Grabher mit den Folgen des Internets für die Geographie und Organisation von Innovationsprozessen.

## Werke (Auswahl)
- (mit O. Ibert), Distance as Asett? Knowledge Collaboration in Hybrid Virtual Communities. In: Journal of Economic Geography 14(1), 2014.
- (mit O. Ibert und S. Flohr) The Neglected King: Consumers in the New Knowledge Ecology of Innovation. In: Economic Geography 84(3), 2008.
- Trading Routes, Bypasses, and Risky Intersections: Mapping the Travels of ‘Networks’ between Economic Sociology and Economic Geography. In: Progress in Human Geography 30(2), 2006.
- Temporary Architectures of Learning: Knowledge Governance in Project Ecologies. In: Organization Studies 25(9), 2004.
- (mit W. W. Powell), Networks. Cheltenham: Edward Elgar (Critical Studies in Economic Institutions Series), 2004.
- (mit D. Stark), Restructuring Networks in Post-Socialism: Legacies, Linkages, and Localities. Oxford: Oxford University Press, 1997.
- The Embedded Firm. On the Socioeconomics of Industrial Networks. London and New York: Routledge, 1993.
- Lob der Verschwendung. – Berlin: Ed. Sigma, 1994.
- De-Industrialisierung oder Neo-Industrialisierung? - Berlin: Ed. Sigma, 1988.